# Coprofago
Coprofago je čileanski tehnički death metal sastav iz Santiaga.

## Povijest sastava
Sastav je osnovan 1993. godine, te je nazvan prema grčkim riječima "copro" (izmet) i "fago" (jesti). Svoj prvi demo objavljuju iduće godine, s prosječnom dobi članova od samo 15 godina. Nakon par promjena u postavi, svoj prvi studijski album Images of Despair samostalno objavljuju 1999. godine. Iduće godine objavljuju album Genesis kojim su zadobili veću pozornost, te potpisuju za francusku izdavačku kuću Sekhmet koja objavljuje album u Europi. Nekoliko tjedana nakon toga, bubnjar Marcelo Ruiz te kasnije gitarist i pjevač Pablo Alvarez se sele u Švedsku, zbog čega je sastav praktički bio neaktivan do sredine 2003., kada su se vratili kako bi započeli s radom na trećem studijskom albumu Unorthodox Creative Criteria, koji je objavljen 2005. godine. Album je opisan kao neuobičajena kombinacija death metala s progresivnim rockom i jazz fuzijom.

## Članovi sastava
Trenutačna postava
- Pablo Alvarez – gitara, klavijature, vokal
- Sebastián Vergara – gitara, klavijature, vokal
- Felipe Castro – bas-gitara
- Marcelo Ruiz – bubnjevi

Bivši članovi
- Rodrigo Castro – bas-gitara
- Pablo Solari – bas-gitara
- Ignacio Suit – bubnjevi

## Diskografija
Studijski albumi
- Images of Despair (1999.)
- Genesis (2000.)
- Unorthodox Creative Criteria (2005.)

## Vanjske poveznice
- Službena Myspace stranica